# Galerie Victoria Miro
La Galerie Victoria Miro est une galerie d'art contemporain londonienne dirigée par Victoria Miro. Miro a ouvert sa première galerie en 1985 à Cork Street, avant de déménager dans de plus grands locaux à Islington en 2000 puis ouvrir plus tard un deuxième espace à St George Street, Mayfair.

## Emplacements

### Cork Street
En rachetant la Robert Fraser Gallery, Victoria Miro a ouvert sa première galerie à Cork Street, Mayfair, en 1985, où — bien que les locaux de 70 m2 n'étaient guère plus grands qu'un studio —, elle en est devenue l'une des principales galeristes,. À la fin des années 1980, elle ouvre une deuxième galerie à Florence en Italie, mais la ferme en 1991 après une chute du marché de l'art. 
Collectionneurs ou musées se disputent pour y acheter les œuvres en formant une longue liste d'attente. Miro a rapporté que même Charles Saatchi, quand il lui a acheté un tableau de Cecily Brown, « semblait heureux d'en obtenir un ».

### Wharf Road
En novembre 2000, la galerie déménage à son emplacement actuel au 16 Wharf Road, Islington, à côté de la zone d'art de pointe de Hoxton, où elle est logée dans un immeuble de deux étages de 930 m2 , ancienne fabrique de meubles victoriens, dix fois la taille de la galerie de Cork Street.  Le co-directeur de Miro, Glenn Scott Wright, a indiqué que ce changement d'adresse était lié à l'essor du quartier, où la galerie White Cube de Jay Jopling avait également déménagé. D'autres galeries ont fait de même, tandis que les prix des loyers dans le West End de Londres quadruplaient.  La galerie a été décrite par le conservateur de Christie's, Gerard Goodrow, comme « une figure de proue pour faire de l'East End le centre de l'art contemporain à Londres ».
Avant même la conversion du bâtiment, une exposition groupée a attiré plus de 4 000 visiteurs, quand il aurait fallu plus de six mois à la galerie de Cork Street pour être mise en place. L'architecte Trevor Horne a conservé certaines des caractéristiques originales du bâtiment, telles que l'escalier patiné et les poutres brutes du toit, tandis que la réhabilitation du  terrain vague à l'arrière à côté du Regent's Canal a été confiée à l'artiste Ian Hamilton Finlay.  L'exposition d'ouverture de Thomas Demand consistait en une reconstitution sur papier et carte de photographies d'intérieurs. 
Le chiffre d'affaires annuel de la galerie est de plusieurs dizaines de millions de livres.
La galerie représente les lauréats du prix Turner , Chris Ofili et Grayson Perry ; et les anciens candidats au prix Turner, Peter Doig (ancien administrateur de la Tate), Ian Hamilton Finlay et Isaac Julien. Les autres artistes, à partir de 2008, sont Doug Aitken, Hernan Bas, Varda Caivano, Verne Dawson, Stan Douglas, Elmgreen and Dragset, William Eggleston, Inka Essenhigh, Barnaby Furnas, David Harrison, Alex Hartley, NS Harsha, Christian Holstad, Chantal Joffe, Idris Khan, Udomsak Krisanamis, Yayoi Kusama, John Kørner, Tracey Moffatt, Wangechi Mutu, Alice Neel, Jacco Olivier, Tal R, Conrad Shawcross, Sarah Sze, Adriana Varejão, Suling Wang, Stephen Willats et Francesca Woodman .
The Upper Room de Chris Ofili a été exposé à la galerie Victoria Miro en 2002 : il se compose de treize tableaux, chacun représentant un singe macaque rhésus, installés dans une salle spécialement conçue par David Adjaye. Adrian Searle, critique d'art de The Guardian, a écrit que c'était une œuvre que la Tate devait acheter.  En juillet 2005, la Tate a annoncé l'achat de l'œuvre comme pièce maîtresse d'un nouvel accrochage à la Tate Britain .

### St George Street
En 2013, la galerie a ouvert un deuxième espace dans un ancien bureau de banque à St George Street, Mayfair . La rénovation a été confiée à Claudio Silvestrin et Michael Drain.

### San Marco
En 2017, Victoria Miro ouvre un nouvel espace d'exposition dans l'ancienne Galleria il Capricorno, un bâtiment du XVIIe siècle dans le quartier San Marco de Venise .

## Hors les murs
En septembre 2002, la galerie était l'une des dix-huit galeries de renommée internationale à être sélectionnées pour The Galleries Show à la Royal Academy, une exposition organisée par Norman Rosenthal et Max Wigram dont le but était de révéler le rôle joué par les galeries chez les artistes.  
La galerie était l'une des 118 galeries dans le monde à être sélectionnées pour la première Frieze Art Fair à Londres en octobre 2003, aux côtés d'autres galeries britanniques de premier plan comme White Cube et Gagosian.
En décembre 2004, à Art Basel Miami Beach, la galerie a vendu tout l'accrochage de Suling Wang, artiste qui n'avait encore jamais exposé en son nom.